# Pijjut
Unter Pijjut (Plural: Pijjutim, hebräisch: פיוט) wird die für den liturgischen Gebrauch bestimmte Dichtung verstanden, die im jüdischen Gottesdienst gesungen bzw. vorgetragen wird.

## Name
Das Wort ist abgeleitet vom griechischen ποιητής (dt. Schöpfer, Dichter) bzw. ποιητός (dt. gemacht, künstlerisch gefertigt), das auch dem Wort Poet zugrunde liegt. Ursprünglich waren Pijjutim dazu gedacht, den festen Gebetstext wahlweise zu ersetzen, besonders an Feiertagen und Schabbatot, aber auch an Werktagen. Die Aufgabe des Pijjut ist die Schriftauslegung sowie eine Erklärung von Festtagen und Gebräuchen.

## Geschichte
Auf den israelischen Forscher Ezra Fleischer (1928–2006) geht die inzwischen allgemein akzeptierte Epocheneinteilung der Geschichte der Pijjutim zurück:
1. Die vorklassische Zeit (4.–6. Jahrhundert). Einziger namentlich bekannter Pajjtan ist Josse ben Josse.
2. Die klassische Zeit (6.–8. Jahrhundert in Israel). Berühmte Vertreter sind Jannai, Elasar ha-Qallir u. a.
3. Die nachklassische bzw. späte, östliche Phase (9.–11. Jahrhundert). Das Zentrum des Pijjut verlagert sich nach Babylon.
4. Die spanische Schule (10.–13. Jahrhundert).
5. Die italienisch-aschkenasische Schule (10.–13. Jahrhundert).

Bereits im Talmud finden sich einzelne Abschnitte, deren Stil einem Pijjut ähnelt. Der erste namentlich bekannte Pajjtan (Poet) war Josse ben Josse. Er lebte vermutlich im Land Israel im 6. Jahrhundert. Von dieser Zeit an blühte das poetische Schaffen in Israel. Zu den bedeutendsten Pajjtanim zählen Jannai und Rabbi Elasar ha-Qallir. Neuerungen, welche sie einführten – und die auch in späteren Epochen anerkannt waren – sind das Akrostichon und der Reim.
Beginnend mit dem 10. Jahrhundert bilden sich neue Zentren der Dichtkunst: In Europa wurden Pijjutim geschrieben, die direkt aus der Tradition des eretz-jisra'elischen Pijjut schöpften. Demgegenüber gingen die Dichter des Goldenen Zeitalters des spanischen Judentums eigene Wege in ihren Schöpfungen. Ein Teil der Pijjutim, v. a. die „Slichot“ und die „Qinot“, spiegeln die harten Lebensbedingungen der Juden in Italien wider und schildern die erlebten Bedrängnisse und Verfolgungen. In dieser Periode ersetzen die Pijjutim bereits nicht mehr den festen Gebetstext; sie sind in ihn verwoben. Pijjutim, die in späteren Jahrhunderten geschrieben wurden, sind überhaupt nicht mehr in die Gebete eingeflochten, sondern werden bei anderen Anlässen rezitiert, z. B. als Gesänge bei den Sabbat-Mahlzeiten.
Im Frühmittelalter wurde der Pijjut dann fast zu einer Modeerscheinung und drohte die Hauptgebete zu überlagern, da die jeweiligen Chasanim der jüdischen Gemeinden, eine Art Konkurrenzkampf führten und bemüht waren immer kunstvollere Pijjutim zu verfassen. Die enge Verbindung zwischen Chazzanut, d. h. der Kunst des Vorbetens, und Pijjutim erscheint in einigen Briefen, die sich aus der Genisa in Kairo erhalten haben. Da die Gemeinden im mittelalterlichen Ägypten stets neue Hymnen zu hören wünschten, führte dies dazu, dass die Vorbeter ihre Pijjutim untereinander austauschten, sie insgeheim von Kollegen abschrieben und darüber eine internationale Korrespondenz führten, die bis Marseille reichte.

## Gattungen und Formen
Pijjutim lassen sich in Gruppen einteilen entsprechend den Stellen im Gebetsablauf, denen sie zugedacht sind. So nennt man Pijjutim, welche der Chasan bei der Wiederholung der Amida spricht, „Qerovot“, während jene, die man als Segenssprüche vor dem Schma Jisrael spricht, als „Jotzerot“ bezeichnet werden. „Slichot“ sind die Pijjutim, die vor und im Verlauf der 10 Tage zwischen Rosch ha-Schana und Jom Kippur sowie an öffentlichen Fasttagen rezitiert werden. Die „Qinot“ sind eine besondere Gattung für den 9. Av, den Gedenktag zur Zerstörung des Jerusalemer Tempels.
Äußere Formen des Pijjut:
- alphabetisches Akrostichon
- Bibelvers-Akrostichon
- Namens-Akrostichon

Eine häufige Form ist das Namensakrostichon. Wobei häufig die Anfangsbuchstaben des Namens des Dichters die Anfangsbuchstaben der Strophen oder Zeilen bilden.

## Übersetzungen
Bisher gibt es nur wenige Übertragungen ins Deutsche. Eine Auswahl hebräischer Dichtung von Dunasch ben Labrat, Schmuel ha-Nagid, Josef ibn Caprel, Schlomo ibn Gabirol, Moses ibn Esra, Josef ibn Zaddik, Jehuda ha-Levi und Meir ha-Levi Abulafia präsentierte zuletzt: 
- Georg Bossong (Hrsg.): Das Wunder von al-Andalus. Die schönsten Gedichte aus dem Maurischen Spanien. Aus dem Arabischen und Hebräischen ins Deutsche übertragen von Georg Bossong, mit einem Nachwort von Said. Reihe: Neue Orientalische Bibliothek. C. H. Beck, München 2005, ISBN 978-3-406-52906-1.